# Amerikai mocsártölgy

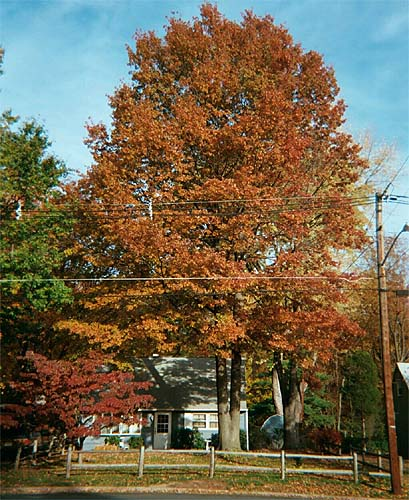
Amerikai mocsártölgy téli színpompája

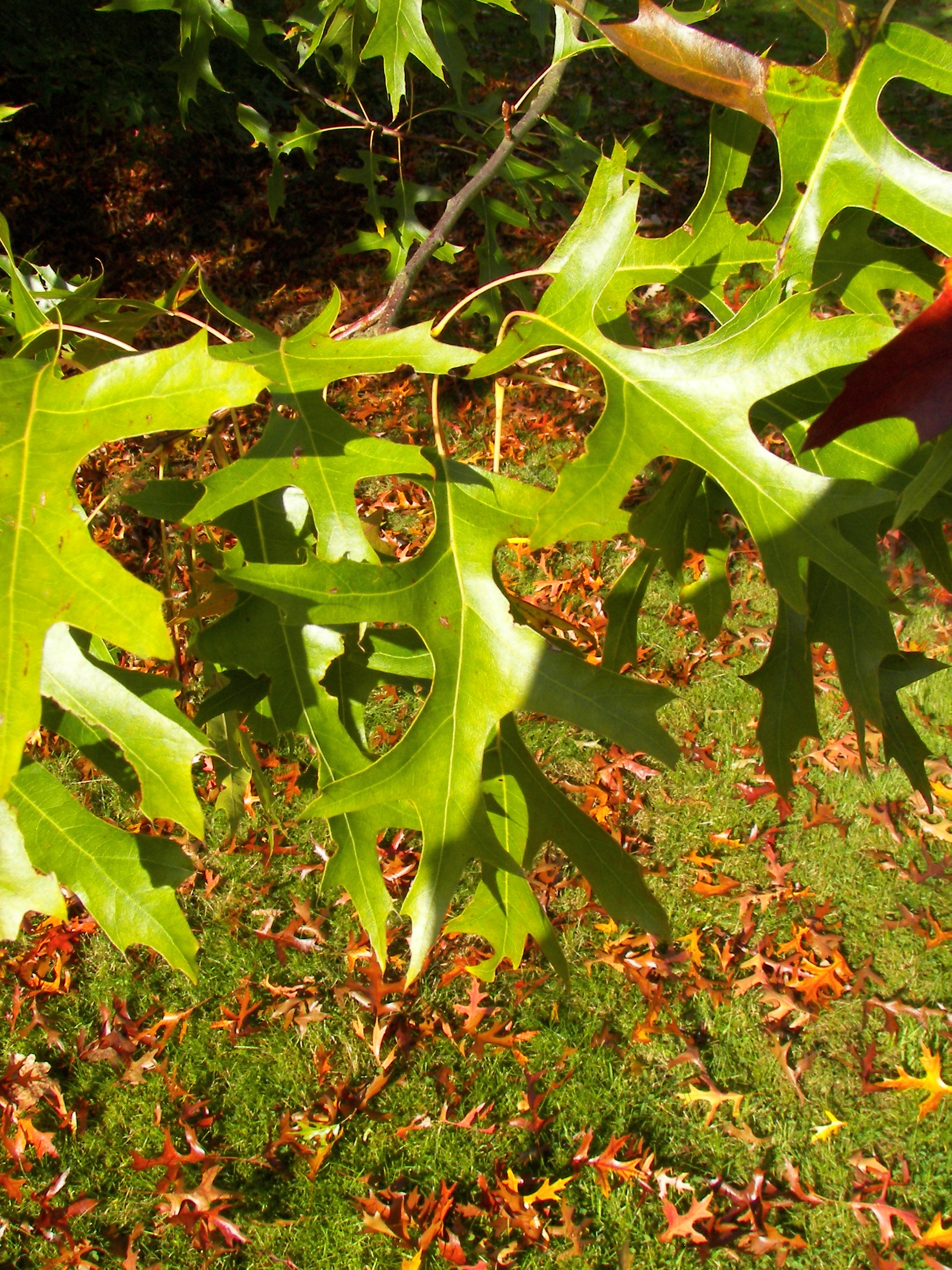
Amerikai mocsártölgy levelei

Az amerikai mocsártölgy (Quercus palustris) a bükkfafélék (Fagaceae) családjába, azon belül a tölgy (Quercus) nemzetségbe tartozó fa. Többnyire egyszerűen mocsári tölgynek nevezik, de ez a kocsányos tölgy egyik termőhelyi típusának neve is.

## Előfordulása, élőhelye
Az Amerikai Egyesült Államokból származik, és ott az északi szélesség nagyjából 26° és 42° között a keleti parttól Kansas és Oklahoma államok keleti határáig húzódó, többé-kevésbé összefüggő sávban él; az Appalache-hegységbe nem kapaszkodik föl. Elterjedésének északi határa Kanada délkeleti része. Mocsárerdőkben nő.
Magyarországon parkfaként a balassagyarmati Palóc ligetben is találkozhatunk példányaival.

## Jellemzése
30–35 m magasra nőhet. Kérge szürkésbarna, sima.
Hasonlít a vörös tölgyhöz, de mintegy 15 cm hosszú és 12 cm széles levelei mélyebben, a főér irányára merőlegesen karéjosak – sőt, egy- vagy akár kétszeresen szeldeltek is lehetnek, ami „borzas” hatásúvá teszi a fát. A karéjok szúrós hegyben végződnek. A levelek színe és fonáka is fényes, sötétzöld; érzugaikban szőrök nőnek. Lombja ősszel ragyogó vörös színre vált.
A sárgászöld porzós barkák lecsüngenek, a termős virágok nem feltűnőek. Csíkos makkjai a vörös tölgyéinél valamivel kisebbek (10–15 mm-esek). A kupacs széles, csésze alakú, a makkot egyharmadáig borítja.

## Életmódja
A tavasz végén virágzik.